# الزقازيق
الزَقازِيق، هي مدينة مصرية وعاصمة محافظة الشرقية، وتقع في شرق دلتا النيل. تحتضن جامعة الزقازيق وكليات تابعة لجامعة الأزهر وتعتبر من كبريات مدن وجه بحري وتقع علي ترعة مويس (أو بحر مويس) وترعة الإسماعيلية وقناة المعز.
ويرجع السبب في وجودها إلى رغبة محمد علي الكبير في إنشاء الترع وتعميم طرق الري والصرف لأراضي مديرية الشرقية لإصلاح أراضيها الزراعية وتوسيع دائرة العمران فيها لزيادة إيرادات الحكومة ضرائب الأطيان من جهة وزيادة ثروة السكان ورفاهيتهم من جهة أخرى.

## الطرق والمواصلات
مستوى الطرق في الزقازيق متواضع نظرًا لإهمال صيانتها وكذلك استخدام مواد رصف رديئة مما يسبب مشاكل للسيارات وكذلك تنتشر في الزقازيق المطبات العشوائية وضيق الطرقات والشوارع الرئيسية.
أما عن المواصلات فتحتوى الزقازيق على مواصلات داخلية (السرفيس وال MCV والتاكسي) وكذلك مواصلات للقرى القريبة. وتحتوى على مواصلات (اتوبيس / قطار / سيارات أجرة / ميكروباص) لمعظم أنحاء الجمهورية.

## الموقع
تقع الزقازيق علي بعد 80 كم تقريبا شمال شرق مدينة القاهرة.
تعتبر الزقازيق مدينة هامة لوقوعها على مفترق طرق بين القاهرة ومدن القناة ودمياط. فجنوبا توجد القاهرة وغربا توجد ميت غمر والمنصورة وشرقا توجد الإسماعيلية وشمالا بورسعيد ودمياط.
الزقازيق، هي عاصمة محافظة الشرقية
ترجع أصل تسمية مدينة الزقازيق نسبة إلي أسرة السيد أحمد الزقزوقي الكبير وهو أحد فروع عائلة بركات الوكال الذي أنشأ كفر الزقازيق قبل مجيء محمد علي إلى مصر ثم إلى نزلة الزقازيق التي أنشأها إبراهيم الزقزوقى بجوار القناطر وهو من ذرية أحمد الزقزوقى. وقد ورد اسم كفر الزقازيق بخريطة الوجه البحري التي رسمها علماء الحملة الفرنسية في سنة 1800 م وورد محرفا باسم كفر زجزي

## التقسيم الإداري

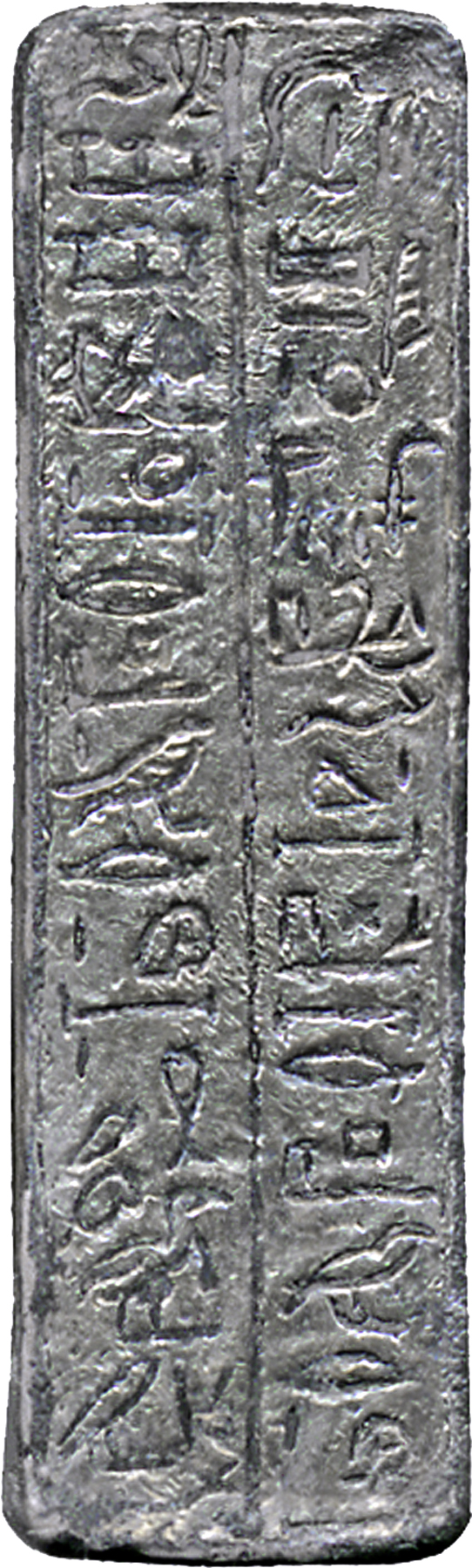
قطعة أثرية وجدت بتل بسطة

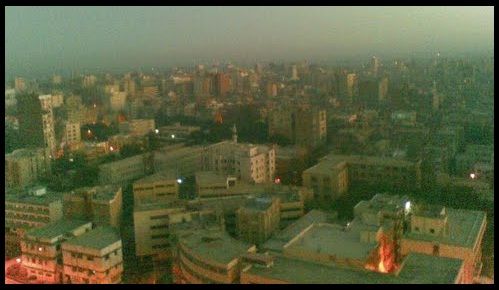

### منذ الإنشاء
أصبحت الزقازيق إداريا رأس المديرية عام 1883 م وبعد أن كانت بلبيس هي كبري مدن المديرية وقد تم نقل ديوان المديرية والمصالح الأميرية ونزل الموظفون في مكاتب أعدت لهم مؤقتا ومن تلك سميت البلدة رسميا الزقازيق
وفي سنه 1836 م تم بناء أول ديوان أقيم في الزقازيق لأعمال موظفي المديرية والمصالح الأميرية الأخرى ومستخدميها علي اختلاف أعمالهم ثم أخذت في الاتساع والعمران بسبب وجود المصالح الأميرية بها وإتخاذ التجار وأرباب الحرف والصناعات مقرا لأعمالهم خاصة بعد إنشاء السكك الحديدية وتفرعها من محطة الزقازيق إلى القاهرة والمنصورة والسويس وبور سعيد
وبعد أن كانت مدينة الزقازيق تابعة إداريا لمركز القنايات ونتيجة لاتساع دائرتها وزيادة عدد سكانها وما يقع فيه من حوادث ومخالفات ضد اللوائح العامة أصدر ناظر الداخلية عام 1890 قرار بفصل مدينة الزقازيق عن مركز القنايات وجعلها مأمورية قائمة بذاتها

### المركز
يتكون مركز الزقازيق من:
- 11 وحدة محلية
- 2 مدينة - وهي «الزقازيق» عاصمة المركز ومدينة القنايات التي أصبحت مدينة بقرار وزاري رقم (45) لسنة 1979
- 64 قرية تابعة
- 75 قرية رئيسية
- 353 عدد التوابع للقرى

### المدينة

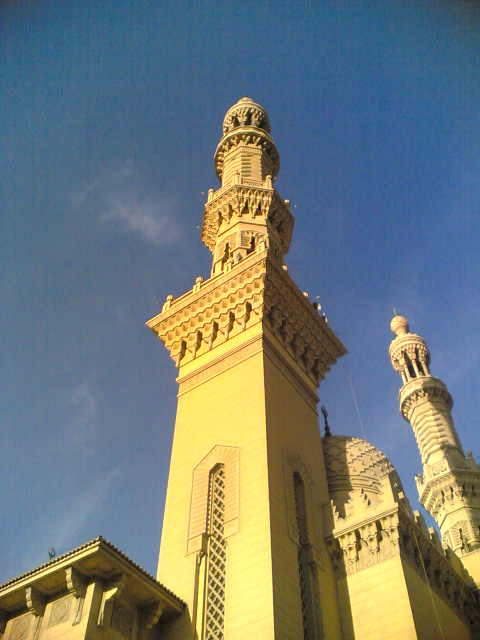
مسجد الفتح

تنقسم مدينة الزقازيق إلي حي أول الزقازيق، وحي ثان الزقازيق.
| الحي         | عدد السكان (تقديرات 2024) | المناطق                                                                                               |
| ------------ | ------------------------- | --- |
| أول الزقازيق | 252,490                   | الحريري، الحسينية، المنتزة، النحال، النظام، كفر معوض، منشأة أباظة                                     |
| ثان الزقازيق | 214,480                   | الإشارة، الجامع، الحكماء، الزقازيق البحري، الزقازيق القبلي، الصيادين، المنشية، كفر عبدالعزيز، يوسف بك |

كما تضم مدينة الزقازيق عدة ميادين هامة اشهرها: ميدان طلعت حرب بوسط المدينة، وميدان القومية، وميدان الصاغة، وميدان المنتزه، وميدان الحكماء، وميدان سفنكس، وميدان الزراعة.وميدان التحرير
ومن أشهر شوارع الزقازيق: شارع المحافظة (عبد العزيز علي)، شارع القومية، شارع الأمن الغذائي (المشير أحمد إسماعيل)، شارع طلبة عويضة، شارع المدير (الجامعة) شارع المعهد الدينى (الحسينيه)، شارع سعد زغلول، شارع طلعت حرب (البحر)، شارع الجلاء (الجناين)، شارع الزراعة، طريق الأحرار، شارع فاروق، شارع طريق الغار
ويوجد بمدينة الزقازيق 3 كباري علوية : كوبري الصاغة (الكوبري الجديد)، كوبري الزراعة، كوبري كفر العبد العزيز. كما يوجد عدد من الكباري السطحية التي تعبر بحر مويس، أشهرها : كوبري الجامعة، كوبري عرابي، كوبري المحافظة، كوبري سوارس، كوبري العبور
ويصل عدد سكان مدينة الزقازيق حسب تعداد 2010م إلى نحو 1.5 مليون نسمة كما يبلغ عدد سكان محافظة الشرقية حوالي 8 ملايين نسمة.

## أصل التسمية
هناك نظريات حول سبب تسمية الزقازيق بهذا الاسم:
1. النظرية الأولى: ترجع أصل تسمية مدينة الزقازيق نسبة إلي أسرة السيد أحمد الزقزوقى الكبير وهو أحد فروع عائلة بركات الوكال الذي أنشأ كفر الزقازيق قبل مجيء محمد علي إلى مصر ثم إلى نزلة الزقازيق التي أنشأها إبراهيم الزقزوقى بجوار القناطر وهو من ذرية أحمد الزقزوقى. وقد ورد اسم كفر الزقازيق بخريطة الوجه البحري التي رسمها علماء الحملة الفرنسية في سنة 1800 م وورد محرفا باسم كفر زجزي(مكتبة الزقازيق العامة)
2. النظرية الثانية: عندما أمر محمد علي باشا بعمل قناطر في محل سد بحر مويس المعد لري أراضي مديرية الشرقية؛ ليسهل بها الري وتصريف المياه، حضر أقام العمال عشش من الطين لإقامتهم علي جانبي البحر وتبعهم في ذلك باعة المأكولات ونحوها، وتكاثرت الناس وكان منهم من يهتم بهواية الصيد فوجد ببحر مويس نوع من الأسماك يسمى الزقزوق نظرًا لإصداره صوت الزقزقة، فسميت المدينة بذلك؛ نظرًا لوجود هذا النوع النادر من الأسماك بها دون غيرها من المدن التي يجرى بها بحر مويس.
3. ""النظرية الثالثة"" ترجع أصل التسمية إلى عائلات الزقازيق أو الزقزوقى وهى عائلة ذات أصول عربية نزل قسم منها في كفر الزقازيق البحري وهو الآن أحد احياء مدينة الزقازيق والآخر في كفر الزقازيق القبلي ويقع الآن في مركز منيا القمح وقسم صغير نزل في عزبة الزقازقة مركز أبو حماد.

## المناطق الأثرية
- منطقة تل بسطة

على بعد 3 كم جنوب شرق الزقازيق تقع بقايا مدينة بوباستيس (تل بسطة حالياً) وكانت حاضرة الأسرة الثانية والعشرين في مصر القديمة وهي ذات أهمية في تاريخ مصر القديمة.
- متحف هرية

ويقع في هرية رزنة على بعد 5 كم من مدينة الزقازيق وهو مقام تخليداً لوقفة الزعيم أحمد عرابي ضد الخديوي توفيق.

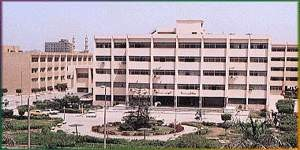
كلية الهندسة بجامعة الزقازيق

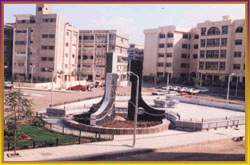
كلية الطب بجامعة الزقازيق

- الجامع الكبير بالزقازيق وهو أول جامع أمر محمد علي باشا ببنائه على الطراز العثماني واسمه الحقيقي مسجد "محمد على الكبير"، نسبة لمحمد على باشا، الذي أمر ببنائه، على بحر مويس أمام القناطر التسعة.[6] وإنه من أوائل البنيات ليصبح أحد أسباب تكون مدينة الزقازيق بعدها، وهو مالا يعرفه الكثيرون عن المسجد .

## المناخ والبيئة
كمعظم أنحاء مصر يغلب على الزقازيق الجو الحار الجاف صيفا والمعتدل شتاء، وتتراوح درجات الحرارة العظمى ما بين 18 شتاء وحتى 42 صيفا، مع نسبة أمطار متوسطة ورطوبة عالية.
وتعتبر الزقازيق واحدة من أكثر مدن مصر احتواء على مشاكل بيئية، ففي الفترة ما بين نهاية سبتمبر إلى أوائل نوفمبر تنتشر ما تسمى السحابة السوداء في هواء الزقازيق مسببة تلوث شديد والسبب هو عمليات حرق قش الأرز في موسم جمعه. إضافة إلى احتواء الزقازيق على مصنع للزيوت والصابون يسبب تلوث شديد للمنطقة، وأيضا يتراجع مستوى النظافة في المدينة إلى مستوى متدن نتيجة القصور في عمليات جمع القمامة وتخلف أجهزة النظافة بالمدينة. وهناك العديد من المناطق التي تحتوى على مشاكل في الصرف الصحي مسببة مشاكل كبيرة للسكان.
| البيانات المناخية لـالزقازي       | البيانات المناخية لـالزقازي | البيانات المناخية لـالزقازي | البيانات المناخية لـالزقازي | البيانات المناخية لـالزقازي | البيانات المناخية لـالزقازي | البيانات المناخية لـالزقازي | البيانات المناخية لـالزقازي | البيانات المناخية لـالزقازي | البيانات المناخية لـالزقازي | البيانات المناخية لـالزقازي | البيانات المناخية لـالزقازي | البيانات المناخية لـالزقازي | البيانات المناخية لـالزقازي |
| الشهر                             | يناير                       | فبراير                      | مارس                        | أبريل                       | مايو                        | يونيو                       | يوليو                       | أغسطس                       | سبتمبر                      | أكتوبر                      | نوفمبر                      | ديسمبر                      | المعدل السنوي               |
| --------------------------------- | --------------------------- | --------------------------- | --------------------------- | --------------------------- | --------------------------- | --------------------------- | --------------------------- | --------------------------- | --------------------------- | --------------------------- | --------------------------- | --------------------------- | --------------------------- |
| متوسط درجة الحرارة الكبرى °م (°ف) | 20.0 (68.0)                 | 21.1 (70.0)                 | 23.9 (75.0)                 | 27.8 (82.0)                 | 32.2 (90.0)                 | 33.9 (93.0)                 | 35.0 (95.0)                 | 33.9 (93.0)                 | 32.2 (90.0)                 | 30.0 (86.0)                 | 26.1 (79.0)                 | 22.2 (72.0)                 | 28.2 (82.8)                 |
| المتوسط اليومي °م (°ف)            | 12.2 (54.0)                 | 12.3 (54.1)                 | 15.0 (59.0)                 | 18.9 (66.0)                 | 22.2 (72.0)                 | 26.1 (79.0)                 | 27.2 (81.0)                 | 27.2 (81.0)                 | 23.9 (75.0)                 | 22.2 (72.0)                 | 17.8 (64.0)                 | 15.0 (59.0)                 | 20.0 (68.0)                 |
| متوسط درجة الحرارة الصغرى °م (°ف) | 5.8 (42.4)                  | 6.5 (43.7)                  | 8.5 (47.3)                  | 11.4 (52.5)                 | 15.1 (59.2)                 | 17.8 (64.0)                 | 19.6 (67.3)                 | 19.7 (67.5)                 | 17.9 (64.2)                 | 16.0 (60.8)                 | 12.8 (55.0)                 | 8.1 (46.6)                  | 13.3 (55.9)                 |
| معدل هطول الأمطار مم (إنش)        | 9 (0.4)                     | 10 (0.4)                    | 6 (0.2)                     | 2 (0.1)                     | 2 (0.1)                     | 0 (0)                       | 0 (0)                       | 0 (0)                       | 0 (0)                       | 2 (0.1)                     | 4 (0.2)                     | 10 (0.4)                    | 45 (1.9)                    |
| متوسط الرطوبة النسبية (%)         | 83                          | 79                          | 75                          | 67                          | 60                          | 62                          | 68                          | 73                          | 78                          | 80                          | 82                          | 83                          | 74                          |
| المصدر: Arab Meteorology Book     |                             |                             |                             |                             |                             |                             |                             |                             |                             |                             |                             |                             |                             |

## الخدمات

### التعليم

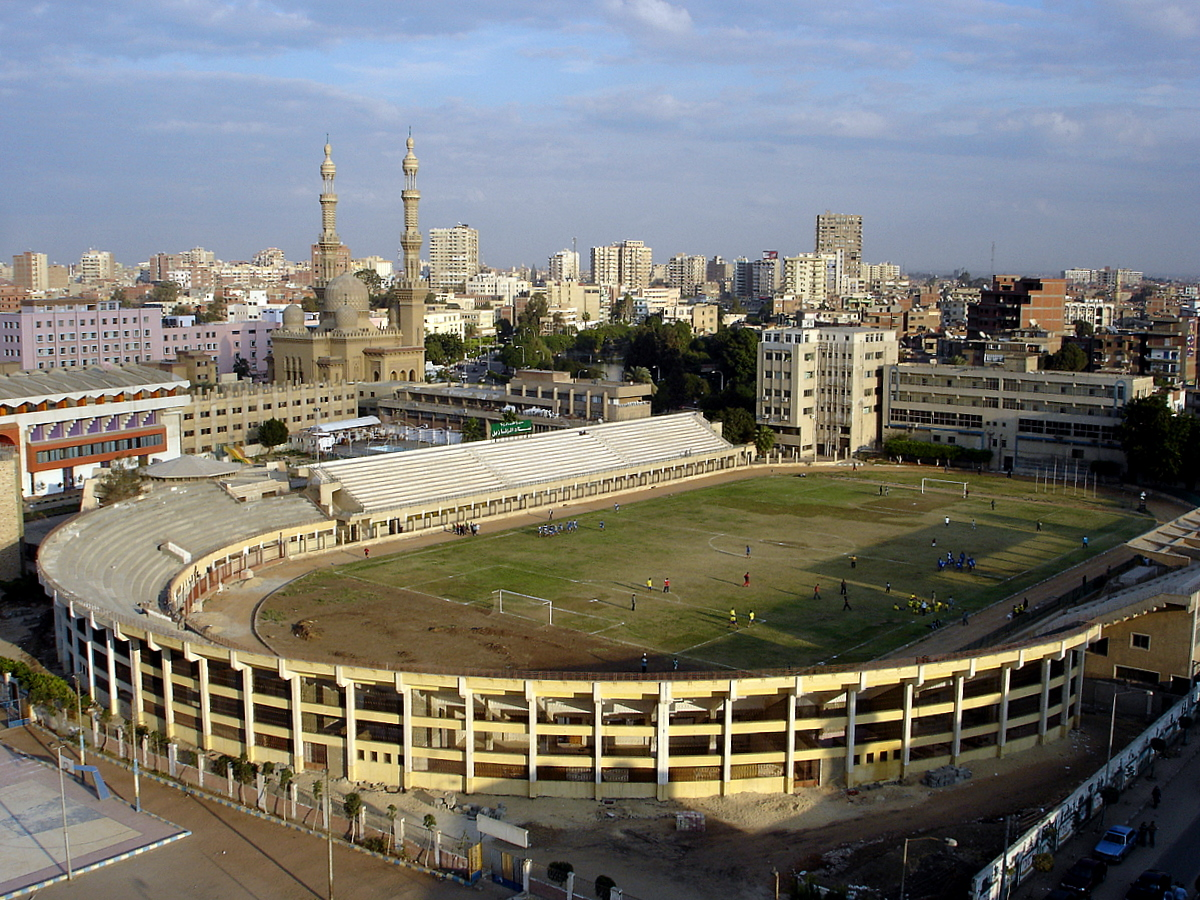
مظهر عام للمدينة ويظهر استاد الزقازيق

جامعة الزقازيق أنشئت عام 1974 وتضم العديد من الكليات، وتخدم طلاب محافظة الشرقية والمحافظات المجاورة، كما تقدم منحا للطلبة الماليزيين للدراسة بها في مختلف التخصصات.
وتضم المدينة العديد من المدارس في جميع المراحل التعليمية اشهرها مدرسة الزقازيق الثانوية بنين (العسكرية) وتتميز بمساحتها الضخمة وتتطورها. وكذلك تضم المدينة عددا من المدارس الخاصة والدولية مثل الفؤاد الدولية والقديس يوسف والأوائل والنوتردام والشريف وغيرها. كما تضم الزقازيق معهد ازهرى نموذجى، ومن أشهر خريجى هذا المعهد الشيخ محمد متولي الشعراوي.

### الصحة
تضم الزقازيق العديد من المستشفيات مثل مستشفى الزقازيق العام القديم، ومستشفى الأحرار ومعهد أورام جامعة الزقازيق، ومستشفى المبرة، ومستشفى الزقازيق العسكري. وتضم أيضا عدد من المستشفيات الخاصة مثل التيسير والعبور. وتضم المدينة مستشفى للرمد وأخرى لامراض الصدر، ومستشفى الحميات.

### الترفيه
تحتوى الزقازيق على 4 سينمات تتميز برخص أسعار تذاكرها ومستوى الخدمة بها وتقدم احدث إنتاج السينما المصرية.
كما يوجد في المدينة نادي الشرقية وهو نادي اجتماعي ورياضي، ونادي أحمد عرابي وهو نادي اجتماعي خاص بالقوات المسلحة المصرية مفتوح للجمهور ونادي المعلمين والنادي الاجتماعي ونادي الري ونادى ضباط الشرطة المفتوح للجمهور بأسعار خاصة.
وبالمدينة ما يقارب 160 مقهى للإنترنت والعديد من المقاهى والكافيتريات والمطاعم.
وتحتوى المدينة على العديد من مراكز ونوادي الشباب والملاعب وصالة مغطاة. وحاليا تم إنشاء مشروع نادي وفندق ومجمع رياضي باسم (المصرية بلازا) كم إنشاء هناك سينما بنفس الاسم، كما يوجد بالزقازيق إستاد خاص بلعبة (الهوكي) وهو مصصم طبقا للقواعد الدولية ومغطي بالترتان، وهذا الملعب خاص بفريق الشرقية للهوكي الفائز بالعديد من البطولات الدولية.
وبها أيضا عدد من المكتبات أهمها مكتبة مصر العامة.